# يو إف سي 292
يو إف سي 292: سترلينج ضد أومالي (بالإنجليزية: UFC 292: Sterling vs. O'Malley)‏ هو حدث لفنون القتال المختلطة نظمته يو إف سي، وأُقيم في 19 أغسطس 2023، على تي دي غاردن في بوسطن، ماساتشوستس، الولايات المتحدة.

## النتائج
1. ↑  على لقب بطولة يو إف سي لوزن الديك.
2. ↑  على لقب بطولة وزن القشة للسيدات.
3. ↑  المقاتل النهائي: فريق ماكغريغور ضد فريق تشاندلر نهائي بطولة الوزن الخفيف.

## الجوائز الإضافية
حصل المقاتلون التالية أسماؤهم على مكافآت قدرها 50 ألف دولار.
- قتال الليلة: براد كاتونا ضد كودي جيبسون
- أداء الليلة: شون أومالي وتشانغ ويلي